# Castlevania II: Belmont's Revenge
Castlevania II: Belmont's Revenge, i Japan känt som Dracula Densetsu II (ドラキュラ伝説II? officially translated The Legend of Dracula II), är ett Game Boy-spel utgivet 1991. Spelet är den andra Castlevania-titeln, och uppföljaren till Castlevania: The Adventure. Belmont's Revenge finns också med i fjärde volymen av samlingen Konami GB Collection.

## Handling
Spelet utspelar sig 15 år efter Castlevania: The Adventure. Dracula återvänder och kidnappar Christopher Belmonts son Soleiyu, och förvandlar hoom till en demon. Med Soleiyus mystiska krafter återtar Dracula mänsklig skepnad, och medan han återuppbygger sitt slott. Christopher måste återigen konfrontera Dracula och rädda sin son och Transsylvanien.
Förutom piskan kan Christopher använda heligt vatten och yxa (kors i den japanska versionen).

### Fotnoter
1. ↑   Perfect Selection Dracula ~New Classic~. King Records Co., Ltd.. 1992. Arkiverad från originalet. http://vgmdb.net/album/2942.
2. ↑  ”Arkiverade kopian”. Arkiverad från originalet den 4 mars 2016. https://web.archive.org/web/20160304095953/http://www.mobygames.com/game/konami-gb-collection-vol-4. Läst 18 augusti 2016.
3. ↑  Mark Bozon (18 januari 2007). ”Castlevania: The Retrospective”. IGN. http://gameboy.ign.com/articles/756/756724p5.html. Läst 12 juli 2008.
4. ↑  Konami staff, red (1991). Castlevania II: Belmont's Revenge instruction manual. Konami. sid. 11. ???-CW-USA
5. ↑  ”Castlevania 2: Belmont's Revenge (1991)”. Gamespy. 1 januari 1999. http://castlevaniadungeon.net/games/cva2.html. Läst 13 juli 2008.